# Star Carr
Star Carr is een archeologische vindplaats uit het mesolithicum in North Yorkshire, Engeland. Het ligt  ongeveer 8 km ten zuiden van Scarborough, en wordt beschouwd als de belangrijkste en meest informatieve mesolithische vindplaats in het Verenigd Koninkrijk. 
De vindplaats werd bewoond tijdens het vroege mesolithicum, dat samenviel met de preboreale en boreale klimaatperioden. Hoewel de laatste ijstijd voorbij was en de temperaturen dicht bij de moderne gemiddelden lagen, was de zeespiegel nog niet voldoende gestegen om Groot-Brittannië van het Europese vasteland te scheiden. Tot de hoogtepunten van de vondsten behoren het oudste bouwwerk van Groot-Brittannië, 21 schedelkappen van edelherten die mogelijk als hoofdtooi dienden, en bijna 200 projectiel- of harpoenpunten gemaakt van edelhertengewei. Deze organische materialen zijn bewaard gebleven doordat ze begraven waren in drassig veen. Normaal gesproken zijn op mesolithische vindplaatsen alleen stenen werktuigen overgebleven.
De opgravingen op de site begonnen in 1948, een jaar nadat de artefacten voor het eerst waren opgemerkt door de amateurarcheoloog John Moore. 
De vindplaats is vooral bekend vanwege de uiterst zeldzame artefacten die tijdens de oorspronkelijke opgravingen zijn ontdekt. Het belang ervan is echter nog groter geworden door nieuwe inzichten in de aard en omvang van de mesolithisce bewoning in het gebied en herinterpretaties van het oorspronkelijke materiaal.

## Geologie
Star Carr ligt nu onder landbouwgrond aan het oostelijke uiteinde van de Vale of Pickering. Tijdens het mesolithicum lag de vindplaats dicht bij de uitstroom aan het westelijke uiteinde van een paleomeer, bekend als Lake Flixton. Aan het einde van de laatste ijstijd zorgde een combinatie van glaciale en postglaciale geomorfologie ervoor dat het gebied naar het westen afwaterde (weg van de kortste afstand tot de Noordzee bij Filey). Het bekken waarin het Flixtonmeer zich bevond is waarschijnlijk ontstaan door gletsjerlittekens.
De vindplaats is bewaard gebleven omdat Lake Flixton in de loop van het mesolithicum met veen werd opgevuld. Door het wateroverlast van veen kunnen organische vondsten niet oxideren en zijn de omstandigheden waarin het veen onder de beste omstandigheden bewaard is gebleven (dergelijke omstandigheden zijn bijvoorbeeld gebruikt om de beroemde veenlijken in andere delen van Noord-Europa te conserveren). Dankzij de goede omstandigheden konden archeologen naast de vuurstenen die normaal gesproken het enige zijn dat op vindplaatsen uit deze periode is overgebleven, ook botten, geweien en hout terugvinden.
Tijdens de periode van de mesolithische bewoning zal het gebied rond het meer een gemengd bos zijn geweest van berken, populieren en wilgen. De oevers en ondiepe gedeelten van het meer stonden waarschijnlijk vol met riet, waterlelies en andere waterplanten. Het waterpeil van het meer veranderde bovendien dynamisch als reactie op regenval of smeltende sneeuw.
Deze en vele andere planten vormden de basis van een complex voedselweb. Tot de zoogdieren waarover we bewijs hebben behoren herbivoren zoals bever, edelhert, ree, eland, oeros, het wild zwijn, haas, en carnivoren zoals wolf, lynx, beer, vos, boommarter, das en egel. 

## Nederzetting en artefacten

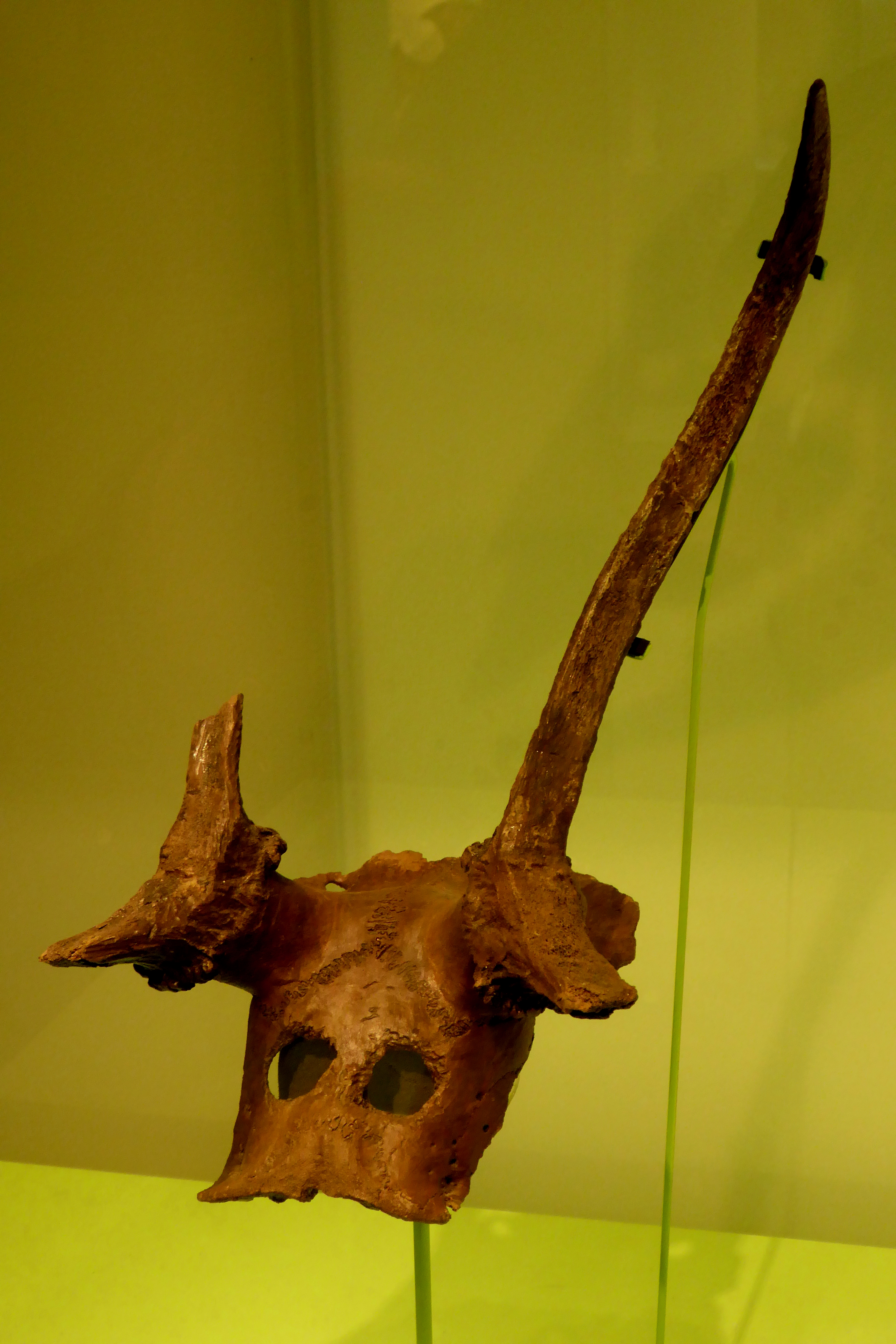
schedel van een edelhert met gaten

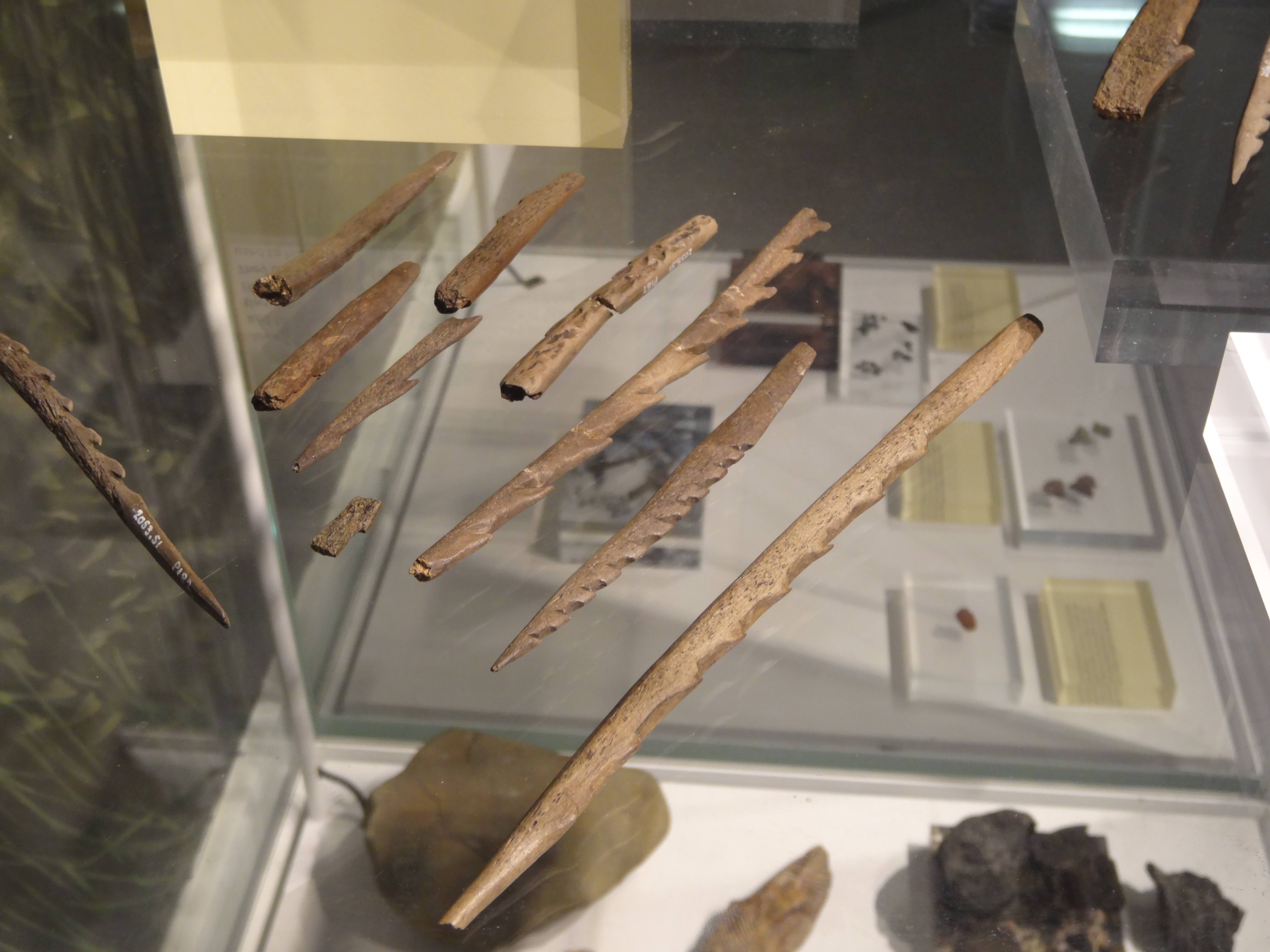
weerhaakpunten

Huidige koolstofdateringen van de vindplaats geven aan dat de eerste bewoning tussen 9335 en 9275 v.Chr.begon en ongeveer 800 jaar duurde tot 8525–8440 v.Chr. Dergelijke bezettingen kunnen echter van episodisch karakter zijn geweest, waarbij de intensiteit per periode varieerde. 
Een door de mens gemaakte constructie van ongeveer 3.5 m breed was aanwezig: een hut of stevige schuilplaats. Dit is bekend uit gegraven paalgaten, een verzonken gebied en concentraties van vuurstenen, brandende en andere artefacten. De palen waren vrijwel zeker van hout en ongeveer 20 cm in diameter. Mogelijk waren het er wel 18. De gaten geven aan dat er in de loop van de tijd dat het bouwwerk in gebruik was, meerdere zijn vervangen. Het is onmogelijk om te weten uit welke vorm of uit welke materialen de muren en/of het dak zijn gemaakt. Ze gebruikten mogelijk huiden, riet, turf of schors op een kegelvormig of rond indianentent-achtig frame. Er is geen reden om aan te nemen dat gedurende de gehele levensduur van het bouwwerk dezelfde materialen en vormen zouden zijn gebruikt. Er waren aanwijzingen dat de vloer bedekt was met een laag mos, riet en andere zachte plantenmaterialen 20 – 30 cm diep. Uit koolstofdateringen bleek dat de gebruiksduur tussen de 200 en 500 jaar lag. De structuur werd vergeleken met de mesolithische structuren aangetroffen in Howick, Northumberland en Atlantic roundhouses uit de Britse ijzertijd.
In de buurt, aan de oever van het voormalige meer, is een groot houten platform ontdekt: het vroegst bekende voorbeeld van timmerwerk in Europa, hoewel het doel ervan nog onbekend is. Espen- en wilgenhout werd met behulp van wiggen (waarschijnlijk gemaakt van hout en gewei) in de lengterichting gespleten. Deze wiggen werden vervolgens in de moerassige gedeelten aan de oever van het meer gelegd, vermoedelijk om een stevige ondergrond te creëren. De omvang van het houten platform is niet bekend, maar het zou een aanzienlijk groter en complexer project kunnen zijn dan de huisachtige structuur.
Naast de vuurstenen die kenmerkend zijn voor mesolithische vindplaatsen, waren er ook een groot aantal voorwerpen gemaakt van edelhert- en elandengeweien, elandenbotten, oerossenbotten en één stuk vogelbot. Zeldzamere materialen waren onder meer bewerkte barnsteen, schalie, hematiet, ijzerpyriet, een versierde hanger, waarvan men denkt dat het de oudste bekende kunst uit het mesolithicum in Groot-Brittannië is, en strak opgerolde stukken berkenbast en stukken berkenhars, pek of teer en bewerkt hout. De vuursteen die bij Star Carr werd gevonden, kwam van nabijgelegen stranden, die ten tijde van de bezetting ongeveer 10 to 20 km lang waren. ver weg, en ook van de Yorkshire Wolds direct ten zuiden van de locatie.
De twee meest opvallende categorieën vondsten zijn de "gewei-voorhoofdstukken" en de "weerhaakpunten". De weerhaakpunten zijn gemaakt van het gewei van edelherten. Ze zijn tussen 8 cm en 38 cm in lengte en de 195 exemplaren die bij Star Carr zijn gevonden, vertegenwoordigen meer dan 95% van het totale aantal uit het Britse mesolithicum. Veel van de weerhaakpunten en voorhoofdsstukken lijken opzettelijk gebroken te zijn. De voorhoofdsstukken zijn gemaakt van de schedels van mannetjesherten, met het gewei er nog aan. De 21 gewei-voorhoofdsstukken zijn voldoende compleet om te kunnen zien hoe ze zijn vervaardigd: met een vuurstenen werktuig zijn twee gaten in de schedel geboord en de binnenkant van de schedelkap is gladgemaakt. De geweien op elk voorhoofdsstuk zijn zorgvuldig bijgesneden, wellicht om het gewicht te verminderen. Het lijkt er sterk op dat deze aanpassingen bedoeld waren om de voorhoofdsstuken als hoofddeksel te kunnen gebruiken. De vondsten van de site zijn nu verdeeld over vier instellingen: het British Museum, het Yorkshire Museum in York, het University Museum of Archaeology and Anthropology in Cambridge en het Scarborough Museum.  

## Geschiedenis van het onderzoek

### Ontdekking en eerste opgravingen
Star Carr werd in 1947 ontdekt toen de amateurarcheoloog John Moore vuurstenen opmerkte in de blootgelegde grond van verschillende onlangs uitgebaggerde sloten in de oostelijke Vale of Pickering. Eén van deze locaties, grenzend aan de New Hertford River, lag ten zuiden van de Star Carr Farm. Moore besloot in 1948 een kleine proefsleuf te graven bij Star Carr. Na de ontdekking van intacte organische resten nam Moore contact op met professor Grahame Clark van de Universiteit van Cambridge via Harry Godwin en de conservator van het Scarborough Museum, Arthur Roy Clapham.  
Clark begon zijn onderzoek met het doel om een gedetailleerder beeld te verkrijgen van de omgeving tijdens het mesolithicum en de manieren waarop mensen deze gebruikten. Door de biologische conservering konden de daarvoor benodigde planten- en dierenresten worden teruggewonnen. Clark groef van 1949 tot 1951. Zijn publicatie uit 1954 over deze opgravingen is een baanbrekende tekst in de studie van het Britse mesolithicum.   
Clark geloofde dat hij de gehele vindplaats had blootgelegd en was ervan overtuigd dat Star Carr gebruikt kon worden als typevindplaats voor het Britse mesolithicum. Hij trok parallellen tussen de vondsten bij Star Carr en de vindplaats van Maglemose in Denemarken. Tegenwoordig wordt erkend dat veel van Clarks gevolgtrekkingen onjuist waren, maar zijn opgravingen behoren nog steeds tot de belangrijkste in het onderzoek naar de Britse prehistorie.

### Verder onderzoek: Het landschap van Lake Flixton
In 1977 groeven archeologen materiaal uit de ijzertijd, bronstijd en mesolithicum op in Seamer Carr, net ten noorden van Star Carr. Deze opgravingen werden uitgevoerd voorafgaand aan de oprichting van de vuilstortplaats Seamer Carr. De ontdekking van materiaal uit het mesolithicum leidde tot een nieuwe reeks onderzoeken rond Lake Flixton onder leiding van Tim Schadla-Hall (werkzaam bij University College London). Dit team keerde in 1985 en 1989 terug naar Star Carr. 
In dit project werd de archeologie en ecologie van het bredere landschap rond Lake Flixton onderzocht. Er werden nog een aantal andere vindplaatsen uit het mesolithicum gevonden, maar geen daarvan had zoveel ongebruikelijke artefacten als Star Carr.

### Onderzoeken na 2000

geanimeerde afbeelding van de reeks gravures op een hanger die in 2015 werd opgegraven op Starr Carr

In de jaren 2000 begonnen er nieuwe opgravingen bij Star Carr. Dit heronderzoek wordt geleid door Nicky Milner (Universiteit van York), Chantal Conneller (Universiteit van Manchester) en Barry Taylor (Universiteit van Chester). In dit project werden de opgravingen van Clark opnieuw onderzocht en ook het droge land opgegraven.
Recente geochemische onderzoeken hebben aangetoond dat de conserveringsomstandigheden zijn verslechterd. Het gevolg hiervan is dat de resterende organische artefacten veel minder informatief zullen zijn dan de artefacten die bij eerdere opgravingen zijn ontdekt. Hoewel de reden hiervoor nog niet helemaal duidelijk is, lijkt het erop dat de zuurgraad van het grondwater de afgelopen jaren enorm is toegenomen.
In 2015 werd op de vindplaats een versierde hanger gevonden, de Star Carr Pendant, waarvan men denkt dat het de oudste bekende mesolithische kunst in Groot-Brittannië is. Het 11.000 jaar oude object is sinds 2016 samen met andere vondsten van de vindplaats te zien in het Yorkshire Museum. 

## Interpretatie
Clark, de oorspronkelijke opgraver, geloofde dat de mensen uit het mesolithicum op een platform van struikgewas aan de rand van het voormalige Flixtonmeer zouden hebben geleefd. Recente opgravingen hebben aangetoond dat mensen op het droge land boven het meer woonden en dat er verschillende activiteiten aan de rand van het meer plaatsvonden.
Er is veel discussie over de periode waarin de site bewoond werd. Mensen uit het mesolithicum jaagden op een groot aantal dieren, waaronder edelherten, reeën, elanden, oerossen en wilde zwijnen, maar er zijn verschillende seizoensgebonden schattingen en aangezien de plek gedurende meerdere honderden jaren bewoond is geweest, is het waarschijnlijk dat de seizoensgebonden praktijken in de loop van de tijd varieerden. 
Er wordt geopperd dat de gewei-voorhoofdsstukken werden gebruikt als jachtvermomming of bij een of andere vorm van ritueel. Uit recent onderzoek blijkt dat deze voorwerpen, samen met andere voorwerpen van edelhertengewei, op respectvolle wijze aan de rand van het meer zijn achtergelaten vanwege de spirituele betekenis van het edelhert voor de mensen die op deze plek woonden.
Anthony Legge en Peter Rowley-Conway onderzochten de dierlijke botten die op de vindplaats werden aangetroffen opnieuw. Zij vonden sterk bewijs dat de locatie alleen in het late voorjaar en de zomer werd gebruikt, en dat de afschot van rode herten en reeën bevooroordeeld was ten gunste van respectievelijk drie- en één-jarige dieren. Ze herzagen het beschikbare vlees en verminderden de omvang van de bezetting. Er bleek geen voorkeur ten gunste van de jacht op mannelijke rode herten. Voorlopig werd gesuggereerd dat de locatie werd gebruikt als jachtkamp. 